# Coronie
Coronie est un district du Suriname, situé au nord-ouest du pays et bordé par l'océan Atlantique. Il jouxte les districts de Saramacca à l'est, de Sipaliwini au sud et de Nickerie à l'ouest. Ses principales villes sont Totness, sa capitale, Corneliskondre, Friendship et Jenny.
Coronie a une population de 3 480 habitants sur une superficie de 3 902 km2.

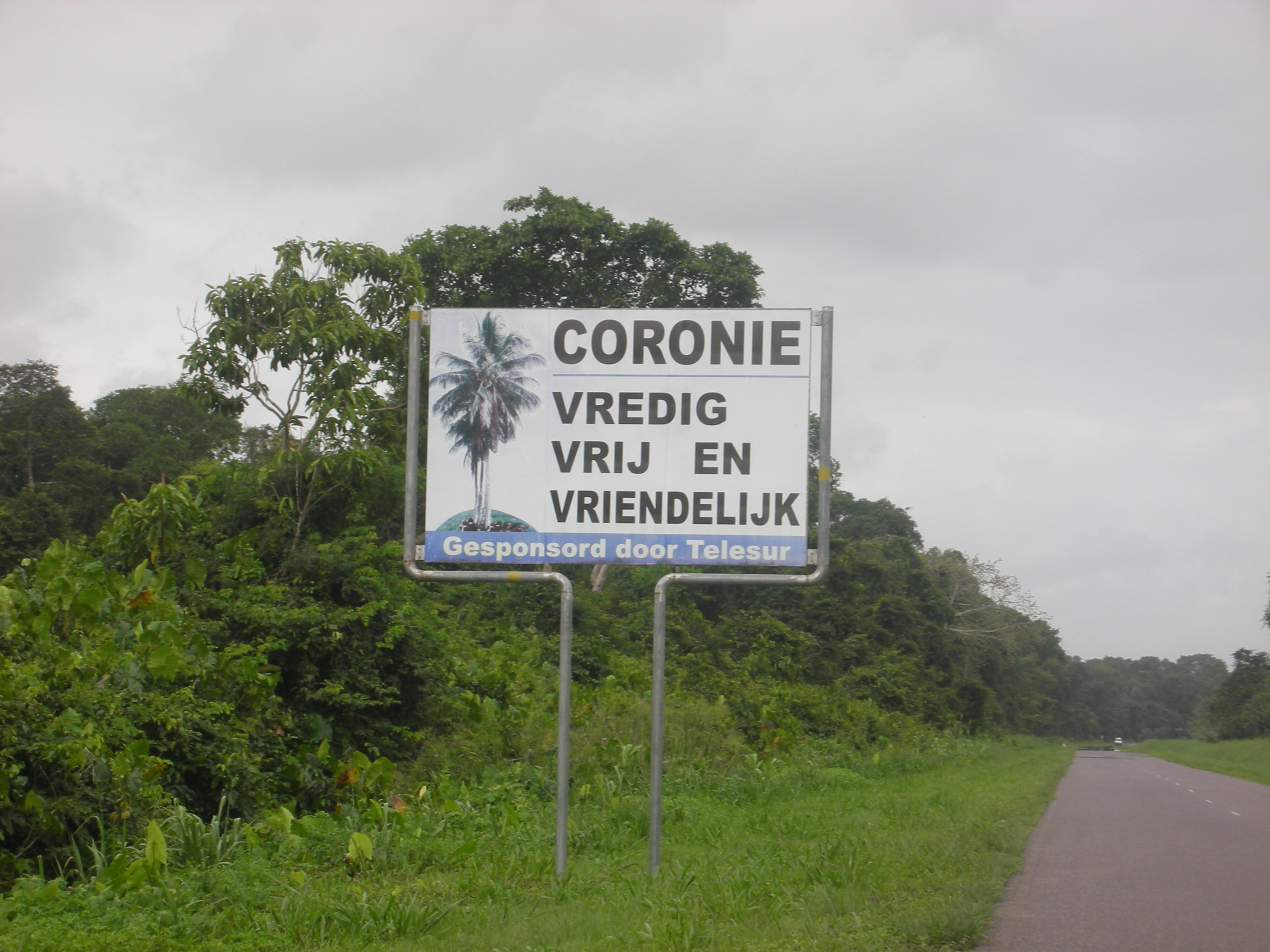
Traduction de la pancarte : Coronie: paisible, libre et amicale

## Subdivisions

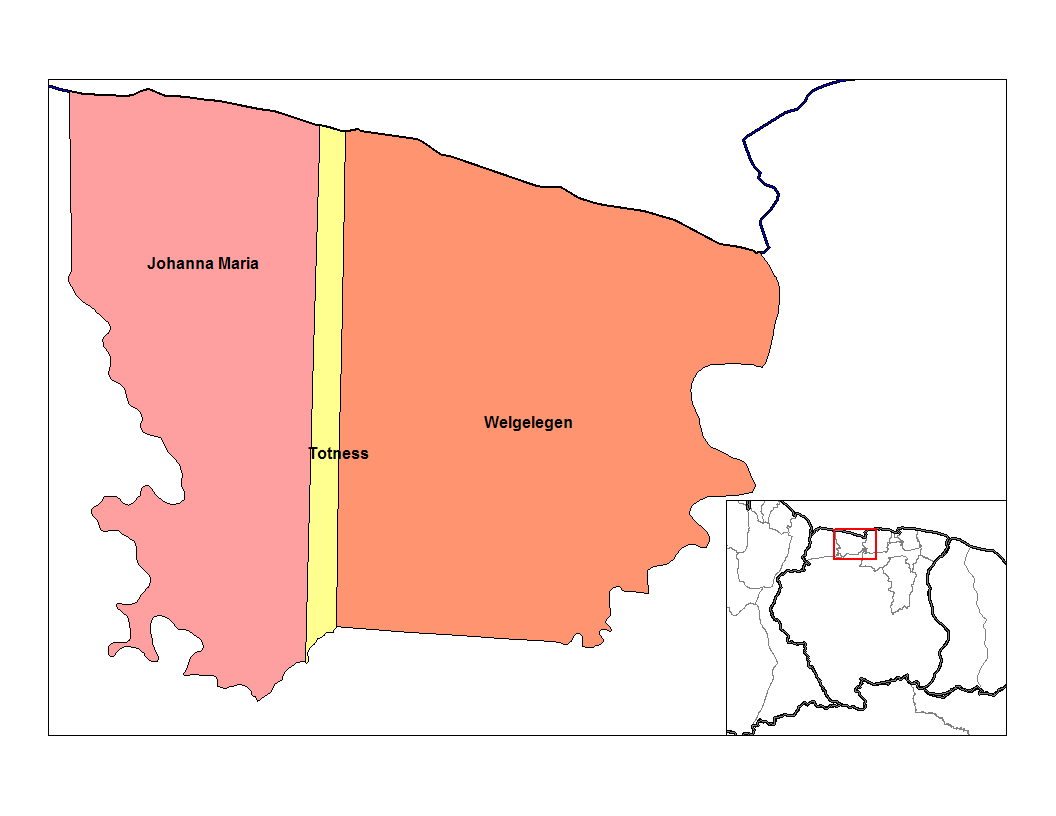
Subdivisions du Coronie

Le district comporte 3 subdivisions (en néerlandais : ressorten) :
- Johanna Maria
- Totness
- Welgelegen